# Poecilopeplus batesi
Poecilopeplus batesi är en skalbaggsart som beskrevs av White 1853. Poecilopeplus batesi ingår i släktet Poecilopeplus och familjen långhorningar. Inga underarter finns listade i Catalogue of Life.